# Monuments commemoratius de Luter
Els Monuments commemoratius a Luter a Eisleben i Wittenberg són un conjunt de monuments en honor de Luter a les ciutats d'Eisleben i Wittenberg, Alemanya que van ser declarats Patrimoni de la Humanitat de la UNESCO des del 1996.

## Monuments
El conjunt està constituït pels següents monuments
| Codi    | Nom                                               | Localitat  | Coordenades                                                |
| ------- | ------------------------------------------------- | ---------- | ---------------------------------------------------------- |
| 783-001 | Casa natal de Luter                               | Eisleben   | 51° 31′ 36.9″ N, 11° 33′ 01.2″ E / 51.526917°N,11.550333°E |
| 783-002 | Casa on morí Luter                                | Eisleben   | 51° 31′ 40.9″ N, 11° 32′ 40.8″ E / 51.528028°N,11.544667°E |
| 783-003 | Hall de Luter                                     | Wittenberg | 51° 51′ 52.6″ N, 12° 39′ 09.8″ E / 51.864611°N,12.652722°E |
| 783-004 | Casa de Melanchthon                               | Wittenberg |                                                            |
| 783-005 | Església de la ciutat                             | Wittenberg | 51° 52′ 00.6″ N, 12° 38′ 42.2″ E / 51.866833°N,12.645056°E |
| 783-006 | Església de Tots els Sants o església del castell | Wittenberg | 51° 51′ 59.2″ N, 12° 38′ 20.2″ E / 51.866444°N,12.638944°E |